# Mieczysław Cieniuch

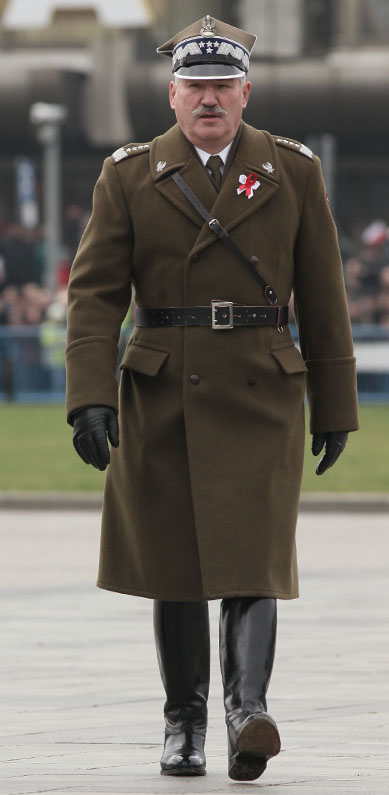
Mieczysław Cieniuch, 2010

Mieczysław Cieniuch (* 24. Januar 1951 in Bydgoszcz) war Chef des Generalstabs der Polnischen Streitkräfte und war Botschafter Polens in der Türkei.

## Leben
Die militärische Laufbahn von Mieczysław Cieniuch begann im 60. Regiment der 16. gepanzerten Division in Elbląg. Dort wurde er Kompaniechef sowie Leiter des Stabes. 1970 bis 1974 studierte er an der Offiziershochschule der Panzertruppe in Posen (Poznań). Nach Abschluss des Studiums wurde er zum Leutnant befördert. 1979 bis 1982 studierte er in der Sowjetunion an der Akademie der Panzertruppe in Moskau. 1985 bis 1988 war er Kommandeur des 68. Regiments der 20. gepanzerten Division in Budowo. 1989 wurde er zum Leiter des Stabes und stellvertretendem Kommandeur der 20. Division der gepanzerten Truppen in Szczecinek, die kurz darauf in die 2. Pommersche mechanisierte Division umgewandelt wurde. 1990 bis 1992 studierte Mieczysław Cieniuch an der Akademie des Generalstabs der Russischen Föderation. 1996 bis 1998 wurde Cieniuch Leiter der 8. Division der Küstenverteidigung in Koszalin. Am 11. November 1996 wurde er zum Brigadegeneral befördert, und zwei Jahre darauf wurde er Mitglied des Generalstabs der Polnischen Streitkräfte. 1999 bis 2000 studierte er an der National Defense University in Washington, D.C. Am 15. August 2001 wurde Mieczysław Cieniuch zum Divisionsgeneral befördert. Am 4. Juli 2003 erfolgte seine Beförderung zum 1. stellvertretenden Generalstabschef. Am 15. August 2003 wurde er zum Generaloberst (Generał broni) befördert. Am 27. April 2006 wurde er zum amtierenden Generalstabschef. Im April desselben Jahres wurde er für drei Jahre zum Vertreter der Polnischen Streitkräfte bei der NATO und der Europäischen Union. Nach seiner Rückkehr war er zunächst als Berater des polnischen Verteidigungsministeriums tätig. Am 7. Mai 2010 wurde Mieczysław Cieniuch als Nachfolger des verstorbenen Franciszek Gągor bzw. dessen Stellvertreter Mieczysław Stachowiak zum Chef des polnischen Generalstabs. Am 7. Mai 2013 ging Cieniuch in Ruhestand und Mieczysław Gocuł wurde neuer Generalstabschef.
Vom 13. September 2013 bis 2016 war Mieczysław Cieniuch Botschafter Polens in der Türkei.
Mieczysław Cieniuch ist verheiratet und hat einen Sohn.

## Auszeichnungen
- 1996, 2002 und 2013: Ritter, Offizier und Komtur des Ordens Polonia Restituta[1]
- Silbernes und Goldenes Verdienstkreuz der Republik Polen[1]
- Goldene Medaille für Verdienste um die nationale Verteidigung (Medal Za zasługi dla obronności kraju)[1]
- 2012: Komtur der Legion of Merit
- 2012: Komtur mit Stern des norwegischen Verdienstordens
- 2013: Komtur der Ehrenlegion
- 2014: Orden des Adlerkreuzes (I. Klasse)

## Verweise